# Maria Antonia av Spanien

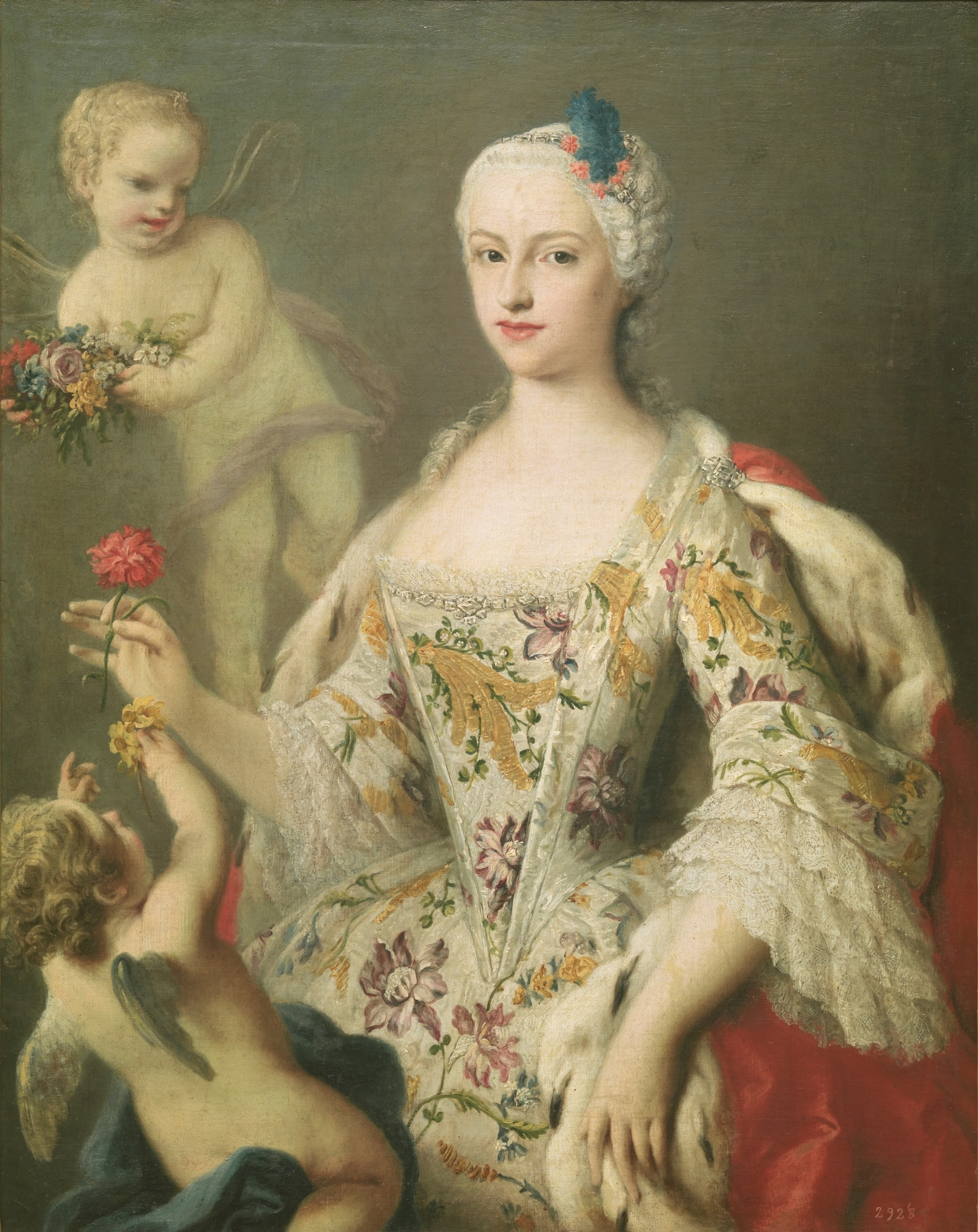
Maria Antonia av Spanien

Maria Antonia av Spanien (María Antonia Fernanda), född i Sevilla 17 november 1729, död på slottet Moncalieri 19 september 1785, var spansk infantinna (prinsessa) och drottning av Sardinien. Gift 31 maj 1750 med kung Viktor Amadeus III av Sardinien. Hon var dotter till kung Filip V av Spanien och Elisabet Farnese av Parma.

## Biografi
Maria Antonia uppfostrades i Sevilla fram till år 1733, då hon fördes till Madrid. En äktenskapsplan framlades enligt vilken hon skulle gifta sig med kronprins Ludvig av Frankrike (1729–1765) och hennes bror Filip med Marie-Louise-Elisabeth av Frankrike. Hennes mor samtyckte till vigseln mellan hennes bror och Elisabeth, vilken skedde 1739, men det blev i stället hennes syster som 1745 gifte sig med Ludvig; då Ludvig blev änkling föreslogs samma äktenskap på nytt, men avfärdades av Ludvig XV av Frankrike som "incest".
Äktenskapet med Viktor Amadeus III av Sardinien arrangerades som ett alliansfördrag mellan Sardinien och Spanien, vilka varit på motsatta sidor under österrikiska tronföljdskriget. Vigseln skedde vid Oulx nära Turin och paret fick en våning inredd av Benedetto Alfieri. Maria Antonia fick titeln hertiginna av Savojen. Hon hade en god relation till Viktor Amadeus men utövade aldrig något inflytande på politiken. Makarna omgav sig med filosofer och politiker.
Då svärmodern var död blev Maria Antonia hovets "första dam" redan från början. Hon beskrivs som blyg, kylig och religiös och införde en strikt etikett med mönster från det spanska hovet. Maria Antonia blev drottning 1773 och var drottning längre än någon annan av Sardiniens drottningar. Hon hade ett gott förhållande till sin svärdotter Clothilde av Frankrike. 